# Paul van Dyk

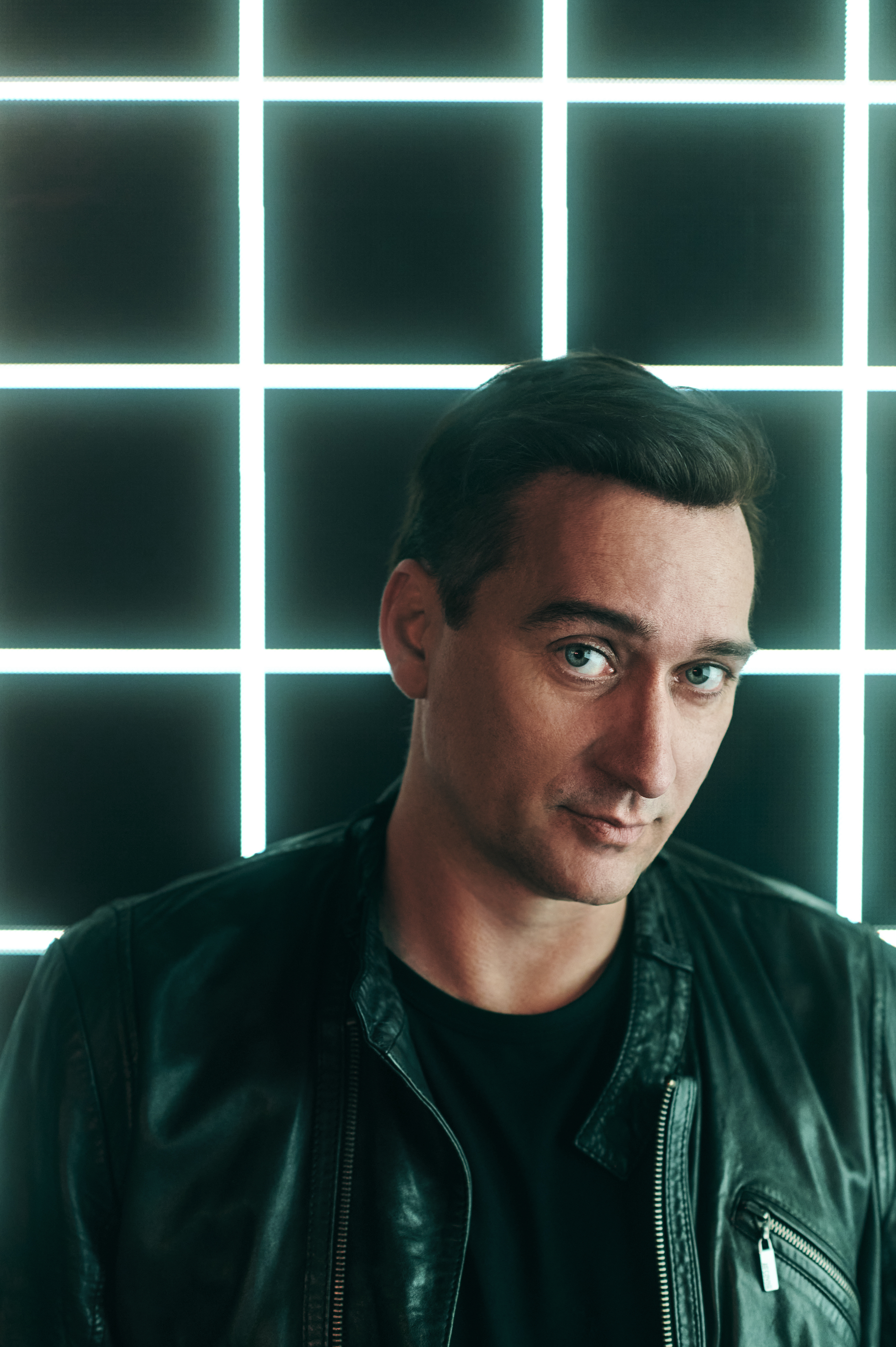
Paul van Dyk, 2021

Paul van Dyk [fanˈdʏk] (auch abgekürzt als PvD oder PVD; * 16. Dezember 1971 in Eisenhüttenstadt als Matthias Paul) ist ein deutscher DJ, Musikproduzent und Hörfunkmoderator. Neben seiner Aktivität als DJ ist er auch als Musikproduzent tätig, hat acht Studioalben veröffentlicht und remixte Songs von internationalen Künstlern wie Justin Timberlake, New Order und U2. Seine Musik ist dem Trance zuzuordnen, er selbst bevorzugt jedoch den Oberbegriff „elektronische Tanzmusik“. Van Dyk gilt als weltweit bekannter und erfolgreicher DJ.

## Erste Lebensjahre bis 1991
Paul van Dyk wuchs die ersten sechs Jahre in Eisenhüttenstadt und danach in Ost-Berlin im Ortsteil Lichtenberg auf, wohin seine Mutter gezogen war um ihren Beruf als Teilkonstrukteurin im VEB Inneneinrichtung nachzugehen. Dort wurden sie im gegenüberliegenden Haus von Mitarbeitern des Ministerium für Staatssicherheit beobachtet, unter anderem weil van Dyk in der Schule geäußert hatte, nicht zur NVA gehen zu wollen.
In der Schule wandte sich Matthias Paul der modernen Musik zu. Mit 12 Jahren begann er bei DJs zu arbeiten, um etwas Geld zu verdienen. So lötete er beispielsweise die Kabel deren Anlagen. Nach der Schule absolvierte er in der DDR eine Lehre als Nachrichtentechniker und als Tischler.
Am 1. November 1989 reisten seine Mutter und er nach Hamburg aus.

## Diskjockey-Karriere

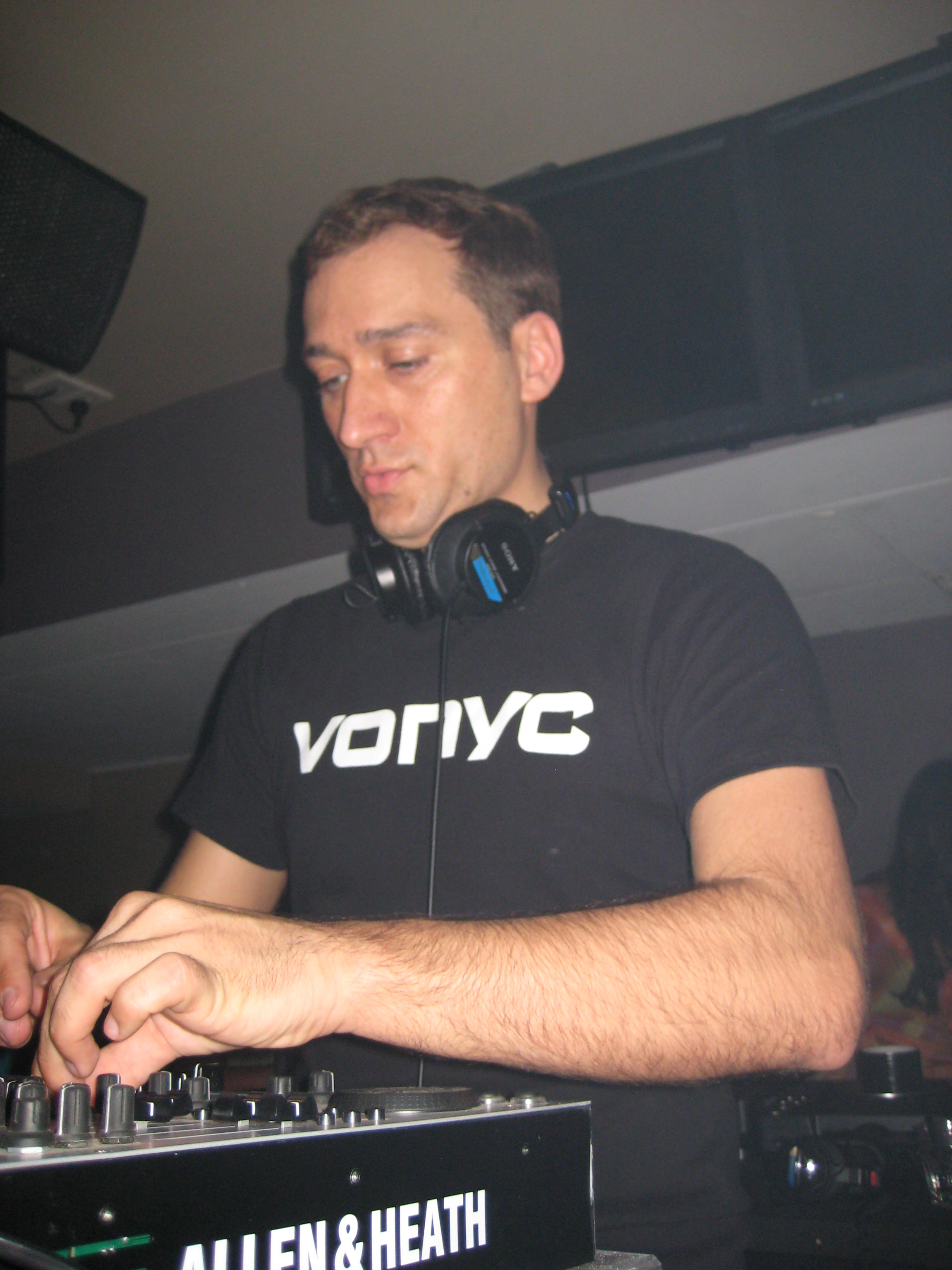
Paul van Dyk in Australien, 2007

Nach dem Mauerfall kehrte er nach Berlin zurück und begann im März 1991 als DJ unter anderem bei den Veranstaltungen der von André Hoche und Jürgen Cramer gegründeten Dubmission-Reihe im Berliner Club Turbine im Stadtteil Kreuzberg und im neugegründeten Berliner Techno-Club Tresor. Fortan trat er unter dem Künstlernamen Paul van Dyk auf. Zur selben Zeit entstand, in seiner Wohnung aufgenommen, sein erster DJ-Mix für den Rundfunk, nämlich für den Zündfunk im Bayerischen Rundfunk. 1992 nahm er zusammen mit dem Musikproduzenten Cosmic Baby als The Visions of Shiva seine erste Platte Perfect Day auf, die auf Mark Reeders Berliner Trance-Label MFS erschien. Sein erstes Album 45 RPM veröffentlichte er im Jahr 1994 ebenfalls auf MFS. Seit dieser Zeit legte er im Berliner Club E-Werk bis zu dessen Schließung 1997 regelmäßig auf.
Im Jahr 1998 schaffte die Single For an Angel aus der Neuauflage seines ersten Albums 45 RPM den internationalen Durchbruch. Der Titel war zwei Wochen lang die Nummer 1 der englischen und vier Wochen lang Nummer 1 der deutschen Dancecharts. Des Weiteren gab es auch Platzierungen in den US-amerikanischen, australischen, niederländischen, belgischen und skandinavischen Charts. Im darauf folgenden Jahr gründete van Dyk das Musiklabel Vandit Records, auf dem sowohl eigene Produktionen als auch die anderer Künstler veröffentlicht werden.
Ende 2005 gründete van Dyk das Onlineportal vonyc.com, bestehend aus einem Internetradio, auf dem von ihm favorisierte Tracks sowie ganze Livesets oder Radiosendungen von internationalen DJs gesendet werden, sowie einem Downloadportal, über das Musikstücke unterschiedlicher Plattenlabels gegen Entgelt legal heruntergeladen werden können. Der Betrieb wurde jedoch zum 1. März 2009 hin eingestellt.
Am 3. Oktober 2005 spielte van Dyk beim Festakt zum Tag der Deutschen Einheit in der Caligarihalle im Filmpark Babelsberg in Potsdam mit Peter Heppner Wir sind wir. Van Dyk spielte Keyboard, Heppner sang und die Musik wurde vom Deutschen Filmorchester Babelsberg live eingespielt.

## Weitere weltweite Auftritte
Anlässlich des 20. Jahrestags des Falls der Berliner Mauer am 9. November 2009 komponierte van Dyk für die Feierlichkeiten vor dem Brandenburger Tor den Song We are one. Auf der Veranstaltung spielte er Keyboard, während Johnny McDaid sang.
Van Dyk war 2012 Botschafter für den damals im Bau befindlichen Flughafen Berlin Brandenburg. Er war in dem Kontext auf Plakaten an Bushaltestellen sowie auf Großpostern an Häuserwänden zu sehen. Zu seinem Engagement sagte er der Berliner B.Z. in einem Interview: „Ich bin nicht nur Testimonial, sondern hinter all dem steckt eine rege musikalische Zusammenarbeit. Für die Durchsagen am Flughafen habe ich etwa den Klingelton gemacht, für den Imagefilm habe ich die Musik komponiert. Außerdem wird es von mir auch ein Chill-out-Album namens Destinations geben, das dann am neuen Flughafen vertrieben werden soll.“

## Bühnenunfall und dessen Folgen
Als DJ beim A State Of Trance Festival im Februar 2016 in Utrecht fiel van Dyk von der Bühne. Beim sechs Meter tiefen Sturz zog er sich einen doppelten Bruch der Wirbelsäule und ein Schädel-Hirn-Trauma zu. Als Ursache für den Sturz wird eine fehlerhafte Bühnenkonstruktion angesehen.
Nach dem Krankenhausaufenthalt veröffentlichte van Dyk eine Nachricht, in der er seinem Umfeld und Fans für die Unterstützung dankte und mitteilte, dass er ab Juni 2016 wieder auftreten wolle. Er musste jedoch aufgrund neurologischer Störungen einige Zeit im Rollstuhl verbringen und wieder gehen lernen. Ebenso fiel es ihm schwer, sich zu artikulieren, und er musste wieder lernen, zu sprechen. Seinen Weg zurück auf die Bühne verarbeitete er in seinem Buch Im Leben bleiben, das er im März 2019 präsentierte.
Der Veranstalter Alda Events zahlte dem DJ im Jahr 2018 schließlich elf Millionen Euro Schadensersatz für den Bühnensturz.
Am 11. März 2017 heirateten Paul van Dyk und seine kolumbianische Freundin Margarita Morello in Cartagena. Sie leben nun in Berlin-Friedrichshain.

## Politik
Im März 2021 kritisierte van Dyk die COVID-19-Pandemie-Politik der Bundesregierung und trat daraufhin der FDP bei.

## Musik
Paul van Dyk war einer der ersten DJs, der digitale Hard- und Software wie Final Scratch, Rane Serato Scratch Live oder Ableton Live benutzte. Die Musik Paul van Dyks ist im weitesten Sinne dem Trance zuzuordnen. In seine Sets lässt er aber auch sehr häufig andere Stile wie House oder Techno einfließen, sodass er allgemein als Künstler der elektronischen Tanzmusik bezeichnet werden kann.

## Paul van Dyk im Radio
Paul van Dyk moderiert Radiosendungen in Deutschland und den USA. Auf dem US-Satellitensender SIRIUS, der in Europa über Internet zu empfangen ist, präsentiert er donnerstags von 18 bis 20 Uhr Ortszeit (Deutschland 0–2 Uhr) auf SIRIUS-Kanal 33 „Area 33“ seine Vonyc Sessions, die auch vom deutschen Sender sunshine live sonntags von 20 bis 22 Uhr ausgestrahlt werden. Seit dem 27. September 2016 wird die Radiosendung immer bereits dienstags live von 20 bis 22 Uhr über Facebook gestreamt.

## Diskografie
Studioalben

| Jahr | Titel                     | Höchstplatzierung, Gesamtwochen, AuszeichnungChartplatzierungen (Jahr, Titel, Platzierungen, Wochen, Auszeichnungen, Anmerkungen) | Höchstplatzierung, Gesamtwochen, AuszeichnungChartplatzierungen (Jahr, Titel, Platzierungen, Wochen, Auszeichnungen, Anmerkungen) | Höchstplatzierung, Gesamtwochen, AuszeichnungChartplatzierungen (Jahr, Titel, Platzierungen, Wochen, Auszeichnungen, Anmerkungen) | Höchstplatzierung, Gesamtwochen, AuszeichnungChartplatzierungen (Jahr, Titel, Platzierungen, Wochen, Auszeichnungen, Anmerkungen) | Höchstplatzierung, Gesamtwochen, AuszeichnungChartplatzierungen (Jahr, Titel, Platzierungen, Wochen, Auszeichnungen, Anmerkungen) | Anmerkungen                                              |
| Jahr | Titel                     | DE | AT | CH | UK | US | Anmerkungen                                              |
| ---- | ------------------------- | --- | --- | --- | --- | --- | -------------------------------------------------------- |
| 1993 | 45 RPM                    | — | — | — | — | — | Erstveröffentlichung: 1993                               |
| 1996 | Seven Ways                | DE81 (4 Wo.)DE | — | — | — | — | Erstveröffentlichung: 17. Juni 1996                      |
| 2000 | Out There and Back        | DE19 (7 Wo.)DE | — | — | UK12 (4 Wo.)UK | US192 (1 Wo.)US | Erstveröffentlichung: 5. Juni 2000                       |
| 2003 | Reflections               | DE8 (4 Wo.)DE | — | — | UK81 (1 Wo.)UK | — | Erstveröffentlichung: 7. September 2003                  |
| 2007 | In Between                | DE20 (3 Wo.)DE | — | CH88 (1 Wo.)CH | UK63 (1 Wo.)UK | US115 (2 Wo.)US | Erstveröffentlichung: 14. August 2007 Verkäufe: + 20.000 |
| 2012 | Evolution                 | DE22 (4 Wo.)DE | — | CH49 (2 Wo.)CH | — | — | Erstveröffentlichung: 20. März 2012                      |
| 2015 | The Politics of Dancing 3 | DE76 (1 Wo.)DE | — | — | — | — | Erstveröffentlichung: 8. Mai 2015                        |
| 2017 | From Then On              | DE45 (1 Wo.)DE | — | CH82 (1 Wo.)CH | — | — | Erstveröffentlichung: 20. Oktober 2017                   |
| 2018 | Music Rescues Me          | DE70 (1 Wo.)DE | — | — | — | — | Erstveröffentlichung: 7. Dezember 2018                   |
| 2020 | Guiding Light             | — | — | CH75 (1 Wo.)CH | — | — | Erstveröffentlichung: 28. August 2020                    |
| 2020 | Escape Reality            | — | — | — | — | — | Erstveröffentlichung: 17. April 2020                     |
| 2025 | This World Is Ours        | — | — | — | — | — | Erstveröffentlichung: 11. April 2025                     |

## Ehrungen und Auszeichnungen
- Weltbester Produzent von Techno und House (britisches DJ Magazine)
- Best International DJ Award bei den London Music Awards
- Best International DJ (im britischen Magazin Ministry of Sound)
- Best European DJ (Miami Winter Music Conference 2003)
- Best Global DJ (Miami Winter Music Conference 2005)
- Best Progressive House/Trance Track „Nothing But You“ (Miami Winter Music Conference 2005)
- 2005 Nominierung für einen Grammy in der Kategorie Best Electronic/Dance Album
- World’s No.1 DJ 2005 (Top 100 DJ Poll – DJ Mag)
Nachdem van Dyk bereits seit 1998 in den Top 10 des Top 100 DJ Poll, einer Leserumfrage des britischen Magazins DJ Mag vertreten war, gewann er am 28. Oktober 2005 die Umfrage und wurde zum „World's No.1 DJ“ gewählt.
- 2006: Verdienstorden des Landes Berlin für hervorragende Verdienste um die Hauptstadt und das soziale Engagement
Am 1. Oktober 2006 erhielt van Dyk im Berliner Rathaus vom damaligen Regierenden Bürgermeister Klaus Wowereit den Verdienstorden des Landes Berlin, womit die hervorragenden Verdienste einer Persönlichkeit um die Hauptstadt und das soziale Engagement anerkannt werden. Der Orden am rot-weiß-roten Band ist die zweithöchste Auszeichnung des Landes nach der Ehrenbürgerwürde.
- World’s No.1 DJ 2006 (Top 100 DJ Poll – DJ Mag)
- Best Global DJ (Miami Winter Music Conference 2006)
- Best Producer (Miami Winter Music Conference 2006)
- Best CD Mix Compilation for Politics of Dancing 2  (Miami Winter Music Conference 2006)
- Best HI NRG / Euro Track for The Other Side  (Miami Winter Music Conference 2006)
- B.Z.-Kulturpreis 2006
- Best Ortofon European DJ (Miami Winter Music Conference 2007)

## Biografie
- Im Leben bleiben. Benevento, Salzburg/München 2019, ISBN 978-3-7109-0031-0.

## Sonstiges
- Paul van Dyk steigt nach eigenen Aussagen in kein Flugzeug des Herstellers McDonnell Douglas.[19][20]
- In der Talkshow 3 nach 9, in der Paul van Dyk 2007 zu Gast war, erfuhren die Zuhörer, dass er das zweitgrößte Lufthansa-Meilenkonto besitzt.[21]
- Die Sounds der Durchsagen am Flughafen Berlin Brandenburg (BER) wurden von Paul van Dyk komponiert.[22]